# 海公案
《海公案》，是中国清朝的公案小说，作者不詳。又称《海刚峰先生居官公案传》（本書書名及編者皆偽托明朝版本海剛峰先生居官公案傳）、《海忠介公居官公案》，全书分上下兩部，即《海公大红袍全传》（60回）、《海公小红袍全传》（42回），目前最早刻本出自嘉慶、道光年間。

## 内容
本書描寫明朝嘉靖、隆慶年間的清官海瑞事蹟，然而大部份情節實屬虛構，不符合歷史。比如《大紅袍》中海瑞和嚴嵩同朝為官，事實上，嚴嵩倒臺時，海瑞只是一個知縣；《小紅袍》中，海瑞的對立者是張居正，張居正被塑造成擅權誤國的奸臣。